# Herald Park
Herald Park är en park i Kanada.   Den ligger i provinsen British Columbia, i den södra delen av landet, 3 200 km väster om huvudstaden Ottawa. Herald Park ligger 348 meter över havet.
Terrängen runt Herald Park är bergig norrut, men söderut är den kuperad. Herald Park ligger nere i en dal. Närmaste större samhälle är Salmon Arm, 10,4 km sydväst om Herald Park. 
I omgivningarna runt Herald Park växer i huvudsak barrskog. Runt Herald Park är det mycket glesbefolkat, med 2 invånare per kvadratkilometer.